# Nuoto ai Giochi della XXVII Olimpiade - 400 metri misti femminili
Si sono svolte 4 batterie di qualificazione. Le prime 8 atlete si sono qualificate direttamente per la finale.

## Batterie
16 settembre 2000

### 1ª batteria
| Posizione | Atleta               | Paese        | Tempo   |
| --------- | -------------------- | ------------ | ------- |
| 1         | Georgina Bardach     | Argentina    | 4:54.31 |
| 2         | Jana Korbasová       | Slovacchia   | 4:59.05 |
| 3         | Alexandra Zertsalova | Kirghizistan | 5:09.03 |
| 4         | Thi Huong Nguyen     | Vietnam      | 5:26.56 |

### 2ª batteria
| Posizione | Atleta           | Paese     | Tempo   |
| --------- | ---------------- | --------- | ------- |
| 1         | Yasuko Tajima    | Giappone  | 4:40.35 |
| 2         | Nicole Hetzer    | Germania  | 4:43.23 |
| 3         | Oxana Verevka    | Russia    | 4:45.07 |
| 4         | Chen Yan         | Cina      | 4:45.65 |
| 5         | Rachel Harris    | Australia | 4:46.02 |
| 6         | Helen Norfolk    | Giappone  | 4:46.42 |
| 7         | Mirjana Bosevska | Macedonia | 4:48.08 |
| 8         | Artemis Dafni    | Grecia    | 4:53.02 |

### 3ª batteria
| Posizione | Atleta           | Paese     | Tempo   |
| --------- | ---------------- | --------- | ------- |
| 1         | Beatrice Căslaru | Romania   | 4:41.04 |
| 2         | Joanne Malar     | Canada    | 4:42.65 |
| 3         | Hana Cerna       | Rep. Ceca | 4:44.11 |
| 4         | Lourdes Becerra  | Spagna    | 4:47.50 |
| 5         | Sabine Klenz     | Germania  | 4:47.79 |
| 6         | Liu Yin          | Cina      | 4:50.33 |
| 7         | Carolyn Adel     | Suriname  | 4:57.90 |
| 8         | Adi Bichman      | Israele   | 5:06.72 |

### 4ª batteria
| Posizione | Atleta          | Paese         | Tempo   |
| --------- | --------------- | ------------- | ------- |
| 1         | Jana Kločkova   | Ucraina       | 4:37.64 |
| 1         | Kaitlin Sandeno | Stati Uniti   | 4:40.89 |
| 3         | Jennifer Reilly | Australia     | 4:41.51 |
| 4         | Maddy Crippen   | Stati Uniti   | 4:44.00 |
| 5         | Federica Biscia | Italia        | 4:47.56 |
| 6         | Yseult Gervy    | Belgio        | 4:48.31 |
| 7         | Lee Ji-Hyun     | Corea del Sud | 4:58.94 |
| 8         | Wai Yen Sia     | Malaysia      | 4:59.18 |

## Finale
16 settembre 2000
| Posizione | Atleta           | Paese       | Tempo   |
| --------- | ---------------- | ----------- | ------- |
|           | Jana Kločkova    | Ucraina     | 4:33.59 |
|           | Yasuko Tajima    | Giappone    | 4:33.96 |
|           | Beatrice Căslaru | Romania     | 4:37.18 |
| 4         | Kaitlin Sandeno  | Stati Uniti | 4:41.03 |
| 5         | Nicole Hetzer    | Germania    | 4:43.56 |
| 6         | Maddy Crippen    | Stati Uniti | 4:44.63 |
| 7         | Joanne Malar     | Canada      | 4:45.17 |
| 8         | Jennifer Reilly  | Australia   | 4:45.99 |